# Ramenskoie
Ramenskoie é uma cidade da Rússia, o centro administrativo de um raion do Oblast de Moscou. A cidade é localizada à linha ferroviária Moscou-Riazan.